# José Mariano Salas
José Mariano Salas (Jiquilpan de Juárez, 11 de maio de 1797 - Cidade do México, 24 de dezembro de 1867), foi um político conservador e militar mexicano. Ocupou temporariamente o cargo de presidente do México em 1846 e 1859.
Como militar, combateu na guerra de independência do lado realista, tendo sido apoiante do plano de Iguala em 1821; participou ainda na guerra do Texas e na guerra Mexicano-Americana.
Na sequência do plano de Jalisco foi nomeado presidente interino em 5 de Agosto de 1846 tendo cedido o seu lugar a Valentín Gómez Farías a 28 de Dezembro. Voltaria a exercer interinamente o cargo de presidente entre 21 de Janeiro e 23 de Janeiro de 1859, no governo conservador durante a Guerra da Reforma.
Foi chefe da guarnição militar da capital mexicana em 1863 e regente do segundo império em 1864.